# Лафарг, Лаура
Женни Лаура Лафарг (Маркс) (нем. Jenny Laura Lafargue (Marx), 26 сентября 1845, Брюссель — 25 ноября 1911, Дравей) — деятельница французского социалистического движения, французской Рабочей партии. Перевела на французский язык многие работы Карла Маркса и Фридриха Энгельса.

## Биография
Лаура Лафарг родилась в Брюсселе, была второй дочерью в семье Карла Маркса и Женни фон Вестфален. Позднее семья Марксов перебралась в Лондон, там Лаура познакомилась с другом Маркса — молодым французским социалистом, работавшим в Первом Интернационале, Полем Лафаргом. Они поженились в 1868 году. В течение нескольких десятилетий Лаура вместе с Полем переводили работы Маркса на французский язык, распространяли марксизм во Франции и Испании. Финансово поддерживались Фридрихом Энгельсом, после смерти которого в 1895 году унаследовали значительную часть его денег. Считая, что они уже не в состоянии чем-либо помочь движению, которому посвятили свою жизнь, 25 ноября 1911 года Поль и Лаура совершили самоубийство, приняв цианистый калий. Лауре было 66 лет, Полю — 69 лет.
На их похоронах в Париже надгробную речь произнёс В. И. Ленин.